# Tagesnachrichten für taubblinde Menschen
Die Tagesnachrichten für taubblinde Menschen sind Deutschlands kleinste Tageszeitung. Das 1986 gegründete überregionale Blatt wird in Berlin vom Deutschen Blinden- und Sehbehindertenverband herausgegeben und hat eine Auflage von etwa 100 Exemplaren. Die für taubblinde Menschen gedachte Zeitung erscheint in Blindenschrift.
Sowohl dem breiten Publikum wie auch in den Medienwissenschaften ist dieses Printangebot weitestgehend unbekannt. Die Tagesnachrichten für taubblinde Menschen erfüllen alle Kriterien einer normalen Tageszeitung (Aktualität, Periodizität, Universalität, Publizität). Das Blatt erscheint regelmäßig montags bis freitags mit aktueller, breiter Berichterstattung und ist dabei zugänglich für diejenigen, die die Punktschrift beherrschen oder lormen können und über einen Lormer verfügen.
Die Zeitung erscheint täglich mit zehn Seiten im Format DIN A4 und enthält etwa 15 bis 20 aktuelle Meldungen (Nachrichten) der Bereiche Internationales, Nationales, Wirtschaft und Sport. Das Angebot an aktuellen Regionalmeldungen soll ausgeweitet werden.
Die Zeitung enthält aus Platzgründen keine längeren Beiträge. Auch Werbung wird zwar nicht abgelehnt, wegen der kleinen Zielgruppe und der hohen Druckkosten haben sich bislang keine Inserenten interessiert. Das Abonnement ist kostenlos und nur für taubblinde und hörsehbehinderte Mitglieder des DBSV möglich. Es finanziert sich aus Spenden bzw. durch Zuschüsse des Deutschen Blinden- und Sehbehindertenverbands.
Zielgruppe sind jene rund 1500 Deutsche, die weder hören noch sehen können und deshalb Nachrichten weder handelsüblichen Zeitungen und Zeitschriften noch dem Rundfunk entnehmen können. Mit ihren 100 Exemplaren erreichen die Tagesnachrichten etwa sieben Prozent der maximal möglichen Auflage, d. h., sie werden unter den blindenschriftkundigen beinahe doppelt so häufig vertrieben wie die Bild unter der deutschen Normalbevölkerung.
Da die Betroffenen wegen der Einschränkungen aus ihrer Behinderung häufig nur über ein eingeschränktes Leseverständnis verfügen, erscheinen die Tagesnachrichten in einfacher Sprache. Der Satzbau ist vereinfacht, Fremdwörter werden getilgt oder erklärt. Zudem werden die taubblinden Leser über die Aussprache neuer Wörter informiert.